# Покровськ (Калузька область)
Покровськ (рос. Покровск) — село в Козельському районі Калузької області Російської Федерації.
Населення становить 182 особи. Входить до складу муніципального утворення Село Покровськ.

## Історія
Від 2004 року входить до складу муніципального утворення Село Покровськ.

## Населення
| 2002 | 2010 |
| ---- | ---- |
| 188  | ↘182 |